# Dinassaut
Les Dinassaut (abréviation de Divisions navales d'assaut) étaient des unités formées par la Marine française pendant la Guerre d'Indochine et engagées sur les cours d'eau intérieurs de la péninsule indochinoise, entre 1947 et 1955. Elles succédèrent aux Flottilles fluviales, créées en 1945 à la demande du général Leclerc. 
Les Forces armées américaines en reprirent le concept lors de la Guerre du Viet Nam.
Durant le conflit, dix unités de ce type ont été formées.

## Création
Les Dinassaut ont été créées en 1947 en remplacement des Brigades fluviales mises en œuvre à la demande du général Leclerc en 1945 et 1946. Leur rôle était de transporter, débarquer et appuyer l'infanterie mais également de surveiller les cours d'eau et d'assurer le ravitaillement des postes isolés. 
Elles ont servi jusqu'à la fin du conflit en 1955 et le concept a ensuite été repris par les Américains lors de la guerre du Viêt Nam.
Les marins qui servaient dans ces unités constituaient la marine en kaki, par opposition à la marine en blanc qui embarque traditionnellement sur les bâtiments de haute mer et porte une tenue blanche.
Les Dinassaut ont été fréquemment employées tout au long du conflit, notamment lors de l'Opération Léa et de l'opération Ceinture.

### Répartition géographique
Les dix divisions navales d'assaut étaient réparties dans les deltas du Mékong (Cochinchine) et du fleuve Rouge (Tonkin) comme suit :
- Dinassaut 2, 4, 6, 8 et 10, en Cochinchine ;
- Dinassaut 1, 3, 5, 12 et Dinassaut de Haiphong, au Tonkin.

### Composition
Chaque Dinassaut était constituée d'environ dix bâtiments et était commandée par un capitaine de corvette ou un lieutenant de vaisseau. 
Elle comportait généralement une unité d'infanterie de type commando (dont les commandos de Montfort, et Jaubert). 
Les bâtiments constitutifs d'une division navale d'assaut étaient :
- les landing craft infantry (LCI) ;
- les Landing Craft Tank (LCT) ;
- les landing craft mechanized (LCM) ;
- les landing craft vehicle & Personnel (LCVP) ;
- les landing craft support (LCS) ;
- les landing craft assault (LCA) ;
- les Landing Ship Supply Large (LSSL), bâtiments d'appui-feu.

## Personnalités ayant servi au sein des unités

### Chefs de corps
- Maurice-Raymond de Brossard (Ézy-sur-Eure 1907-1997), contre-amiral, aviateur, peintre, a commandé une escadre d'hydravions, puis la Dinassaut 1, auteur d'un des seuls livres sur ces unités: Dinassaut, paru en 1952.
- Louis Buot de L'Epine (Bourges 1906-1949), commandant de la Dinassaut 6, mort en service commandé au Maroc.
- Daniel Degoy (1908-1995), commandant de la Dinassaut 4 lors de sa création.
- Jean-Louis Delayen, né le 16 mars 1921 à Saint-Raphaël (Var), et décédé le 3 octobre 2002 en Virginie (États-Unis). Après des affectations au 6e Régiment de Tirailleurs Sénégalais (6e RTS) puis au Régiment d'Infanterie Coloniale du Maroc (RICM), Delayen devient en Indochine un spécialiste de la création des commandos amphibies (commando N°13). Il commande ensuite "le groupement mer", six commandos autonomes : trois sont affectés auprès des engins des "Dinassaut Fleuve" et trois autres aux opérations côtières[3].
- Commandant François Jaubert (Perpignan 1903-1946), fondateurs des Brigades fluviales qui sont à l'origine des Dinassaut. Tué à l'ennemi, il a laissé son nom à un commando de Marine.
- Philippe Ausseur (1923-2017), vice-amiral d'escadre, alors commandant d'un LCM.
- Amiral Ponchardier commande la Dinassaut 8
- Commandant Yvan Roure (1909-1988) commande la Dinassaut 2

## Dans la culture
Les Dinassaut ont servi de cadre historique au roman Le Crabe-tambour écrit par Pierre Schoendoerffer paru en 1976 aux éditions Grasset et ayant reçu le Grand prix du roman de l'Académie française la même année. 
Le roman s'appuie sur la vie de Pierre Guillaume  (11 août 1925, Saint-Malo - 3 décembre 2002), connu également sous le nom de commandant Pierre Guillaume, dit aussi "le Crabe-tambour", sort de l'École navale en 1948. Lors de la guerre d'Indochine, il est officier de marine dans "une division navale d'assaut". Après les accords de Genève, en 1954, il termine la guerre avec le grade de lieutenant de vaisseau. 
L'auteur a adapté son roman en 1977 dans son film Le Crabe-tambour.

## Traditions

### Devise
Sauver ou Périr.

### Insigne

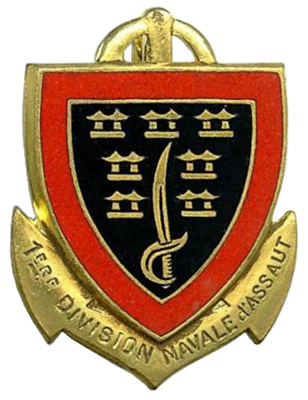
1re Dinassaut
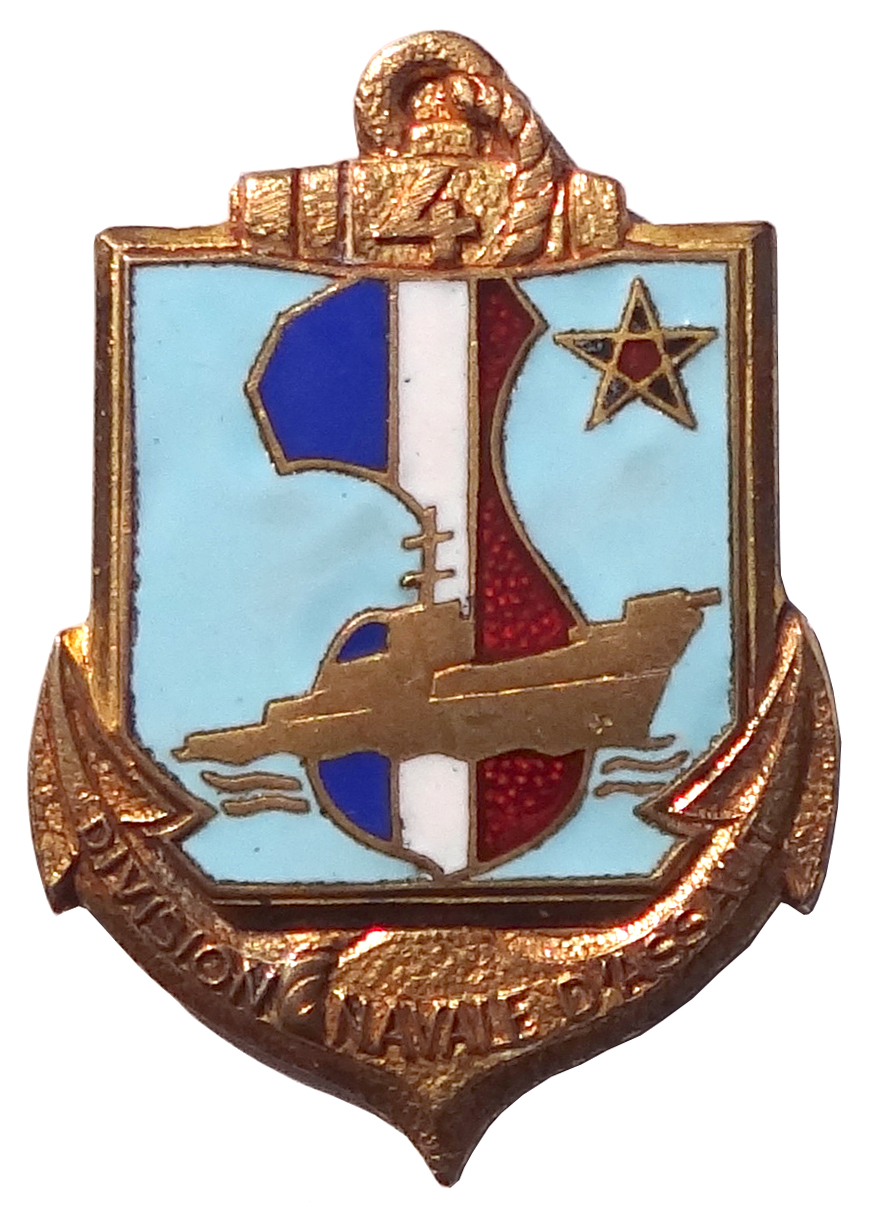
2e Dinassaut
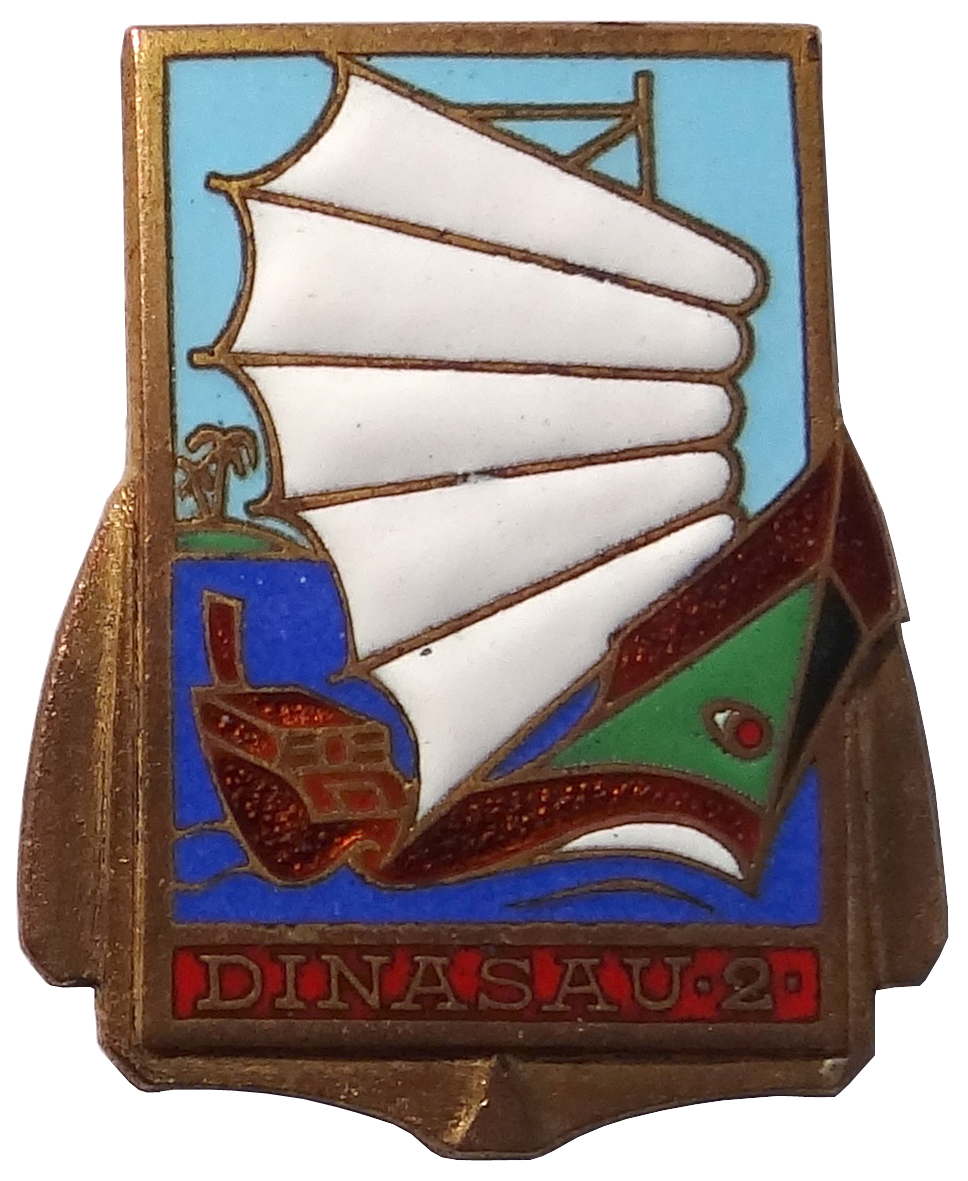
4e Dinassaut
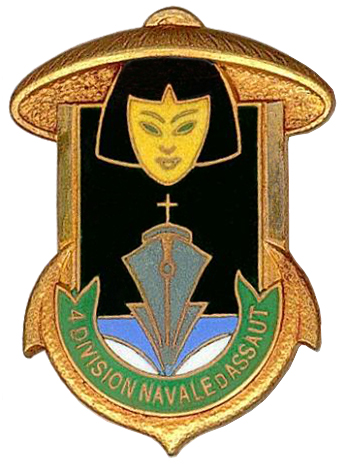
4e Dinassaut